# Sagallo
Sagallo (arabsky ساغلو [saglo], francouzsky Sagallou, rusky Сагалло), v ruskojazyčných zemích se lze setkat i s názvem Nová Moskva (rusky Новая Москва), byla ruská koloniální osada založená kozáky, v čele s dobrodruhem Nikolajem Ivanovičem Ašinovem, 6. ledna roku 1889 na severním břehu zálivu Tadjoura v tehdejším Francouzském Somálsku. Ještě 5. února téhož roku však zanikla z důvodu nedostatečné podpory a nezájmu cara Alexandra III. Alexandroviče se výrazněji angažovat v Africe.

## Před založením kolonie
Roku 1883 Ašinov odplul do Habeše, aby navázal vztahy s křesťanskou zemí. Během tamějšího pobytu přišel k myšlence, že ruské lodě plující z Černého moře až do Tichého oceánu by mohly využít nějaké místo blízko pobřeží jako spolehlivý přístav, který by sloužil jako zásobárna čerstvé vody, jídla a případně by mohlo být místo využito jako opravna plavidel. Ideálním místem pro zřízení přístavu se mu zdálo somálské pobřeží, ze kterého by mohl expandovat dál do vnitrozemské Habeše. Jakmile se vrátil zpět do Ruska, začal připravovat plány ke kolonizaci, které vyvrcholily v prosinci 1888 jeho plavbou na lodi Kornilov do Rudého moře společně se 165 dobrovolníky z řad kozáků. Loď mířila z Oděsy do Alexandrie, ve které se nalodili na obchodní loď Lazarev, se kterou dopluli až do Port Said (arabsky بورسعيد‎‎, přepis: Búr Saíd). Tam si Ašinov pronajmul rakouské plavidlo Amphitrida a zamířil společně s posádkou až do zálivu Tadjoura, kde se 6. ledna 1889 vylodili na břeh poblíž města Sagallo. Ašinova plavba tehdy vzbudila poměrně velký ohlas v domácím i zahraničním tisku. Nejčastěji o něm psaly ruské noviny Niva (rusky Нива) a francouzský Le Progrès.
Původně se Ašinov snažil celou expedici utajit, protože se obával odporu britských, francouzských a italských koloniálních úřadů. Na všechny jejich dotazy měli Ašinovi muži rozkaz odpovídat, že plují do dalekého Vladivostoku. Za vyzrazení svého záměru mohou však samotní kozáci, kteří se na palubě lodi opíjeli, a tak tajemství expedice vyzradili. Už během této doby se začala horečná diplomatická korespondence. Například Italské království, které se dozvědělo o použití rakouského plavidla kozáky si skrze svého velvyslance ve Vídni, Costantina Nigru, stěžovalo na postup rakousko-uherských úřadů. Vídeňský kabinet byl nucen se Italům omluvit.

## Založení kolonie

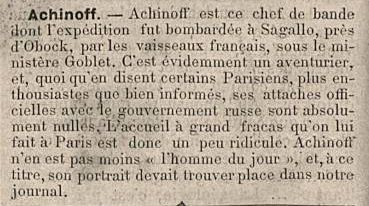
Dobový článek o Ašinovi: „Ašinov je vůdce skupiny, jejíž výprava byla v Sagallu u Obocku bombardována francouzskými loděmi pod vedením pana Gobleta. Je to zřejmě dobrodruh, a ať už někteří Pařížané říkají cokoli, spíše kvůli jejich nadšení nežli dobré informovanosti, jeho oficiální vazby na ruskou vládu jsou naprosto nulové. Velký povyk, který se kolem něj v Paříži dělá, je proto přece jen trochu směšný.“

Ašinovi muži byli velice motivovaní a hned v den vylodění prohlásili území, jehož rozloha později bude cca 2 km² (velikost Monaka), za součást Ruského impéria. Jejich záměry s vybudováním kolonie jim požehnala i skupina zdejších etiopských kněží, kterým bylo ruské pravoslaví bližší než francouzský katolicismus, stejného názoru byli i místní obyvatelé. Ačkoliv byli Rusové vítáni, tak přesto se dopouštěli rabování, kterému nakonec Ašinov zabránil, své muže zkrotil a další problémy s kozáky už nenastaly. 14. ledna 1889 Ašinov došel až k opuštěné egyptské pevnosti z dob starověku. Tu nechal obsadit a dal jí jméno Nová Moskva, kterou nechal pokropit svěcenou vodu. Zde také nechal vyvěsit vlajku ruské Afriky, která byla tvořena žlutým misionářským křížem. Z plachet stanů se zřídil provizorní „kostel“ Svatého Mikuláše. Kolem pevnosti vznikaly menší hroznové sady, které si Ašinov přivezl s sebou z Krymu, dále Rusové zalesňovali okolí, kde plánovali pěstovat citrusové plody. V zahradách se objevily melouny, okurky a rajčata. Průzkumníci zjistili, že na sever od pevnosti se nachází zásoby železné rudy, kamenné soli a uhlí. Členům expedice nechybělo ani čerstvé maso; místní fauna byla rozmanitá, kozáci nejčastěji lovili antilopy a zajíce. V této době bylo v kolonii asi na dvě stě osadníků.
Pár dní poté si Francouzi, jejichž kolonie se soustředily u přístavního města Obock, všimli ruské aktivity v oblasti a poslali zprávu do Paříže, která si s ruskou kolonií nevěděla rady, neboť v této době se obě země snažily o zlepšení vztahů (jen o čtyři roky později vznikne Trojdohoda). Za nedlouho však Petrohrad Paříži oznámil, že se od Ašinova i jeho skupiny distancuje, a že Ruské impérium s jejich záměry nemá nic společného. Tímto krokem dal Petrohrad Francouzům de facto povolení se kozáků zbavit.
5. února 1889 se k břehům ruské Afriky vydal neznámý počet eskader a dělových člunů. Rusové si toho všimli, avšak nepočítali s tím, že by na ně spřátelená země útočila. Ašinovi byl předán dopis, ve kterém mu Francouzi vyhlásili ultimátum. Ašinov ani nikdo jiný však francouzsky neuměl, a tak Francouzům zasalutoval, čímž chtěl Ašinov vyjádřit svoji úctu Francii. Francouzský komandér však netušil, jak si Ašinovo gesto převzít. Myslel si, že se Rusové nechtějí vzdát, a tak dal rozkaz k varovnému výstřelu, který Ašinov špatně pochopil a domníval se, že se jedná o salvu na pozdrav, poručil tedy svým mužům pro francouzské vojsko přichystat uvítací večeři. Teprve druhý výstřel, který zasáhl pevnost, ho přivedl k rozumu. Ašinov věděl, že odpor nemá šanci a dal rozkaz vyvěsit bílou košili. Francouzi poté kozáky zajali a poslali zpátky do Ruska. Během ostřelování bylo zabito šest lidí — těhotná matka Daria Marynova a její šestiletý syn Roman, dvě děti kozáka: čtyřletá Matrjona, dvouletý Štěpán a „pouze jeden“ kozák Michail Ševčenko, proti kterým byl útok nařízen.
Ašinov byl posléze v Rusku odsouzen za pirátství a zbytek jeho skupiny byl deportován zpět do Oděsy. Ačkoliv byl Ašinov odsouzen, tak nikdy nepřestal cara přesvědčovat, že kolonizace Afriky má smysl, avšak jeho snahy byly zcela marné. Po odpykání trestu se svého snu o dobytí Habeše nevzdal a vyzýval Italy, aby vedli jeho výpravu do Eritreje. Italové jeho návrh odmítli. S podobnou prosbou se obrátil i na Brity, a dokonce odjel i do Anglie, kde usiloval o získání povolení odplout znova do Afriky, nepochodil však ani tam. Závěr Ašinova života je nejasný, ale s největší pravděpodobností pokojně zestárl na statku své manželky.

## Galerie

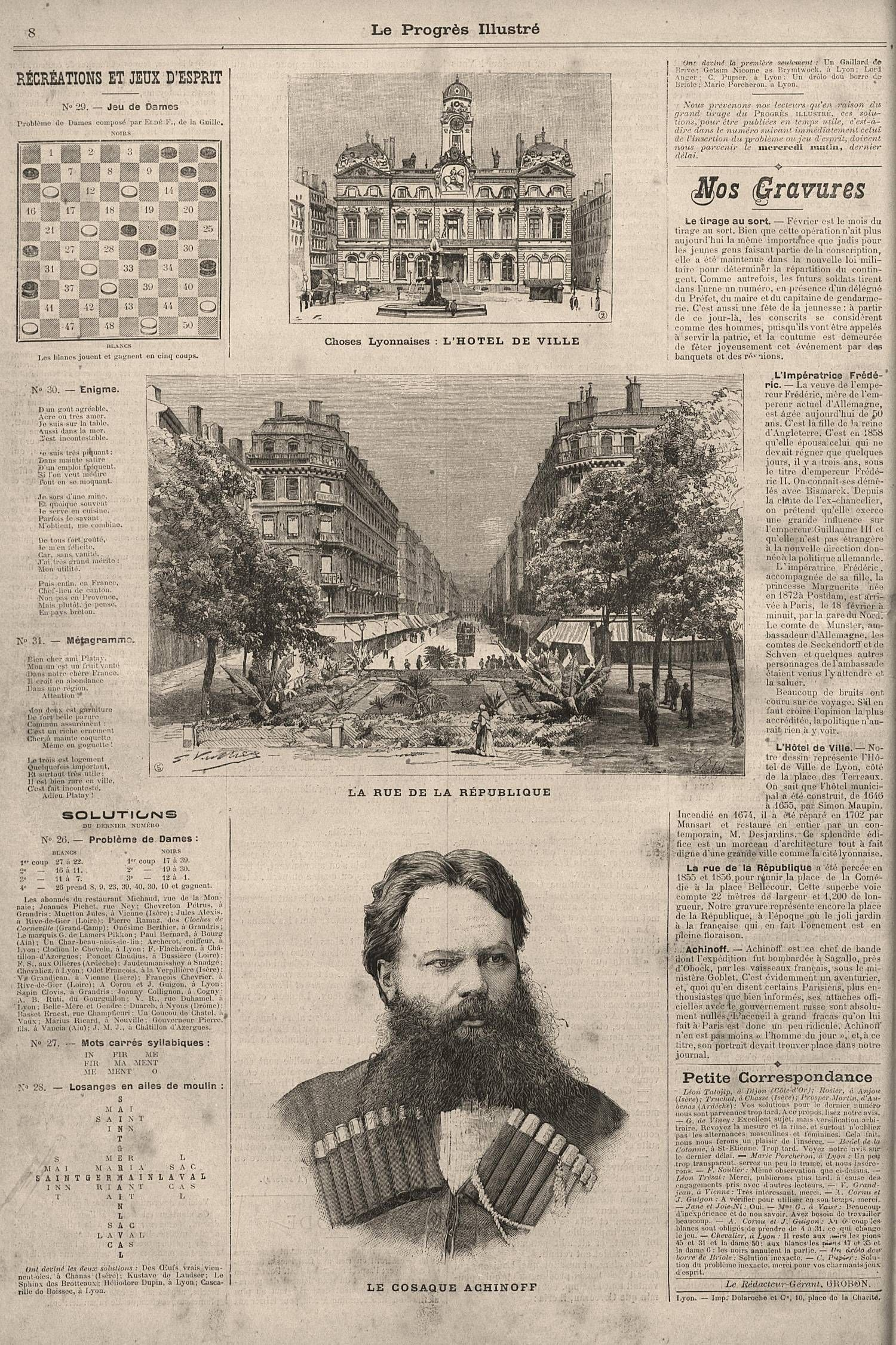
Francouzský tisk Le Progrès píšící o Ašinovi
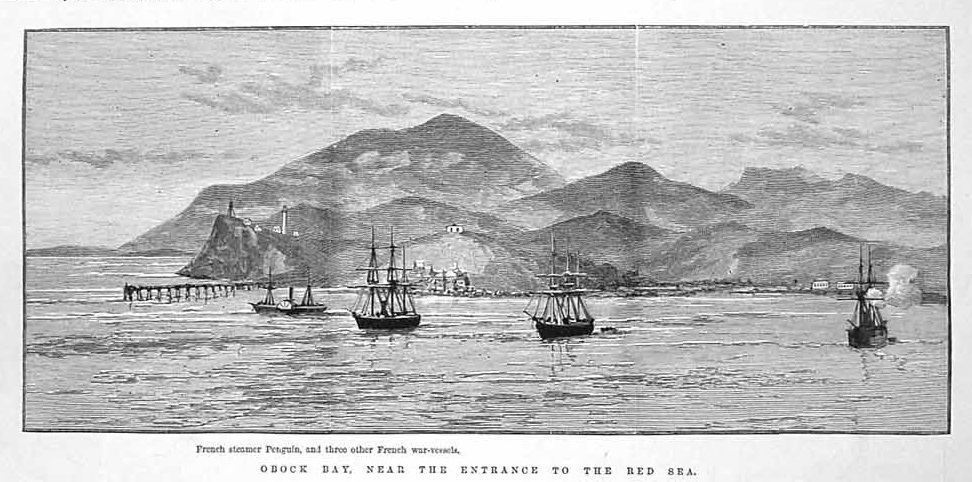
Kresba zachycující Ašinovu plavbu do Afriky
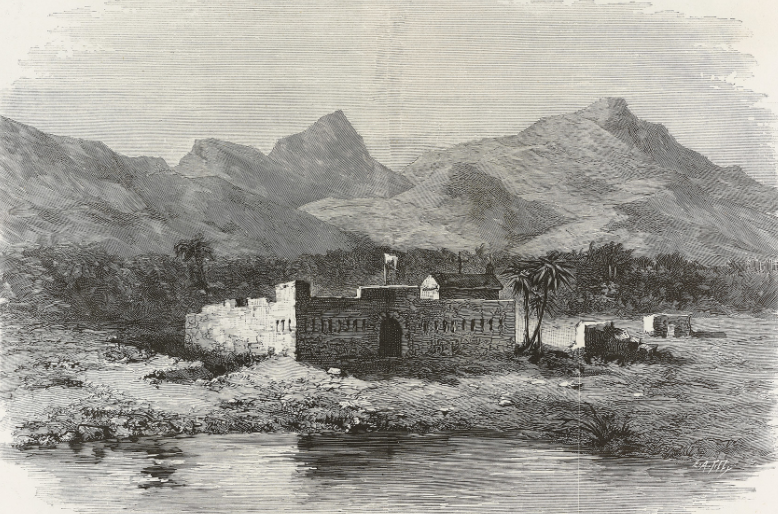
Pevnost Nová Moskva